# PDFtk
PDFtk — консольна програма для виконання різних операцій з окремими сторінками або багатосторінковими документами у форматі PDF.
PDFtk є вільним програмним забезпеченням, написаним мовами програмування C++ і Java, призначеним для роботи в Linux, Mac OS X, інших UNIX-подібних операційних системах, та Windows. Заснований на бібліотеці iText. Існують графічні оболонки під Linux і Windows, для керування програмою (див. розділ «Посилання»).

## Функції
Операції зі сторінками PDF-документу:
- об'єднання і розділення;
- видобування;
- додавання та видалення;
- поворот на 90° або 180°;
- додавання фону («водяних знаків») або інших знаків на передній план.

## Редакції
| Версія       | Злиття сторінок | Розділення сторінок | Обертання сторінок | Встановлення захисту документа | Водяні знаки | Додаткові можливості | Вартість |
| ------------ | --------------- | ------------------- | ------------------ | ------------------------------ | ------------ | -------------------- | --- |
| PDFtk Free   | Так             | Так                 | Ні                 | Ні                             | Ні           | Ні                   | Безкоштовно |
| PDFtk Pro    | Так             | Так                 | Так                | Так                            | Так          | Ні                   | $3.99 |
| PDFtk Server | Так             | Так                 | Так                | Так                            | Так          | Так                  | Безкоштовно; $79 (комерційна ліцензія з річною підпискою на технічну підтримку); $995 (комерційна ліцензія, що дозволяє використовувати PDFtk Server всередині власного ПЗ) |

Додаткові можливості:
- шифрування/дешифрування документа (за паролем);
- генерація шаблонів даних та форм;
- читання/створення метаданих, закладок, метрик;
- поділ документа на окремі сторінки;
- розпакування/запаковування документа;
- додавання/видалення файлів до/з PDF-документа;
- відновлення пошкодженого PDF-файлу (за можливості).

## Приклад
У наступному прикладі наведена команда для формування нового документа (result.pdf), що складається з першої сторінки документа file1.pdf, документа file2.pdf і другої сторінки документа file1.pdf:
```
pdftk A=file1.pdf B=file2.pdf cat A1 B A2 output result.pdf
```